# Dolja
Dolja (cyr. Доља) – wieś w Czarnogórze, w gminie Gusinje. W 2011 roku liczyła 137 mieszkańców.